# 工藤晃一
工藤 晃一（くどう こういち）は、日本の構造家。一級建築士。構造設計一級建築士。構造専攻建築士。

## 略歴
- 1969年（昭和44年）3月 日本大学理工学部建築学科卒業（斉藤公男研究室）
- 1969年（昭和44年）4月 株式会社かおる建築研究所
- 1973年（昭和48年）6月 川口衞構造設計事務所
- 1981年（昭和56年）7月 工藤建築構造企画建築事務所
- 1989年（平成元年）8月 株式会社建築構造企画

## 代表作品
- 二子玉川のレストラン
- SS-D
- 八ヶ岳のレストラン
- 七浦小学校
- 品川の家
- 幕張総合高校
- 老川小学校
- うみがめ荘
- 千葉市立おゆみ野南小学校
- 千葉市若葉保健福祉センター
- 看護師施設富浦